# Callithrix kuhlii
Callithrix kuhlii là một loài động vật có vú trong họ Cebidae, bộ Linh trưởng. Loài này được Coimbra-Filho mô tả năm 1985.

## Hình ảnh

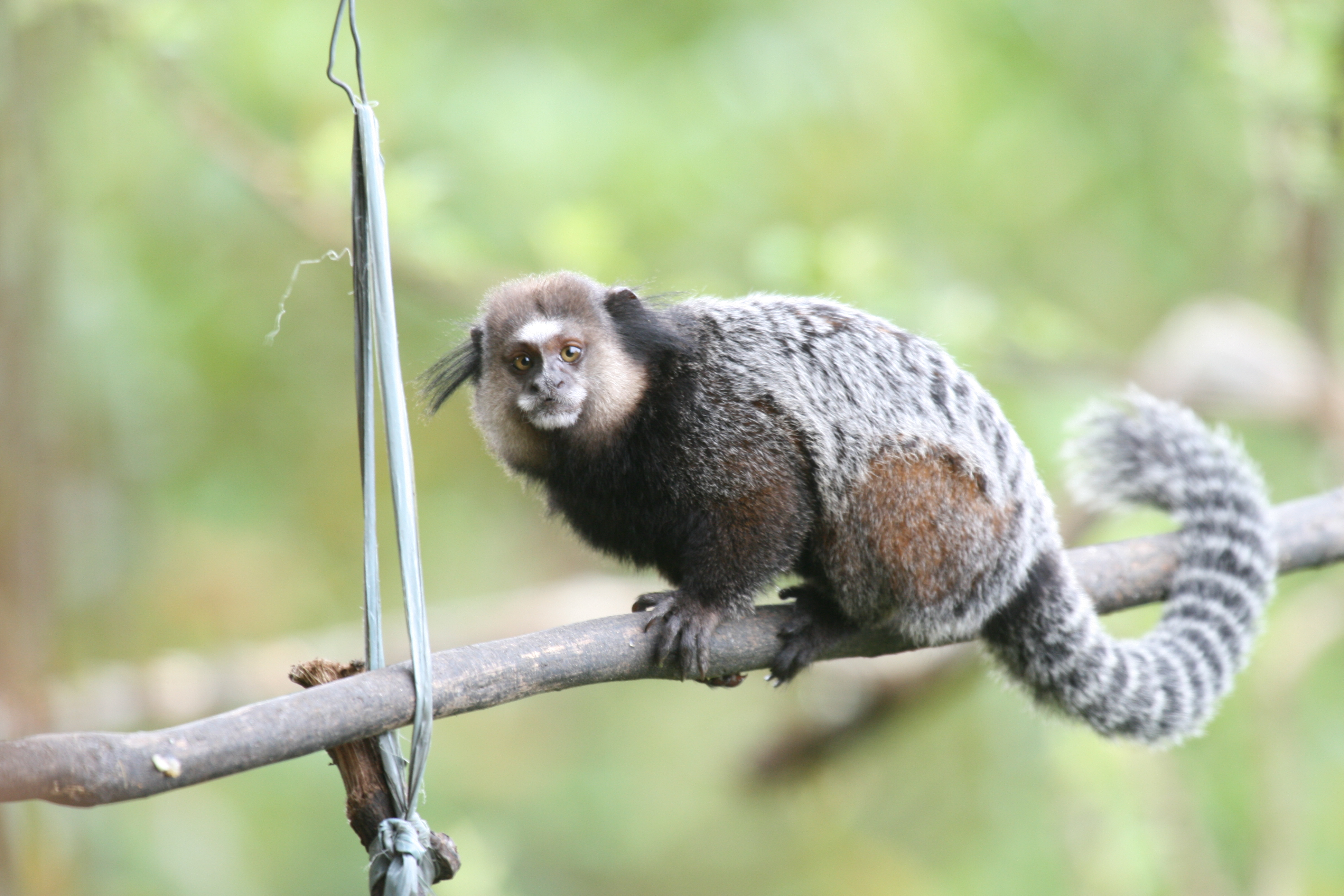
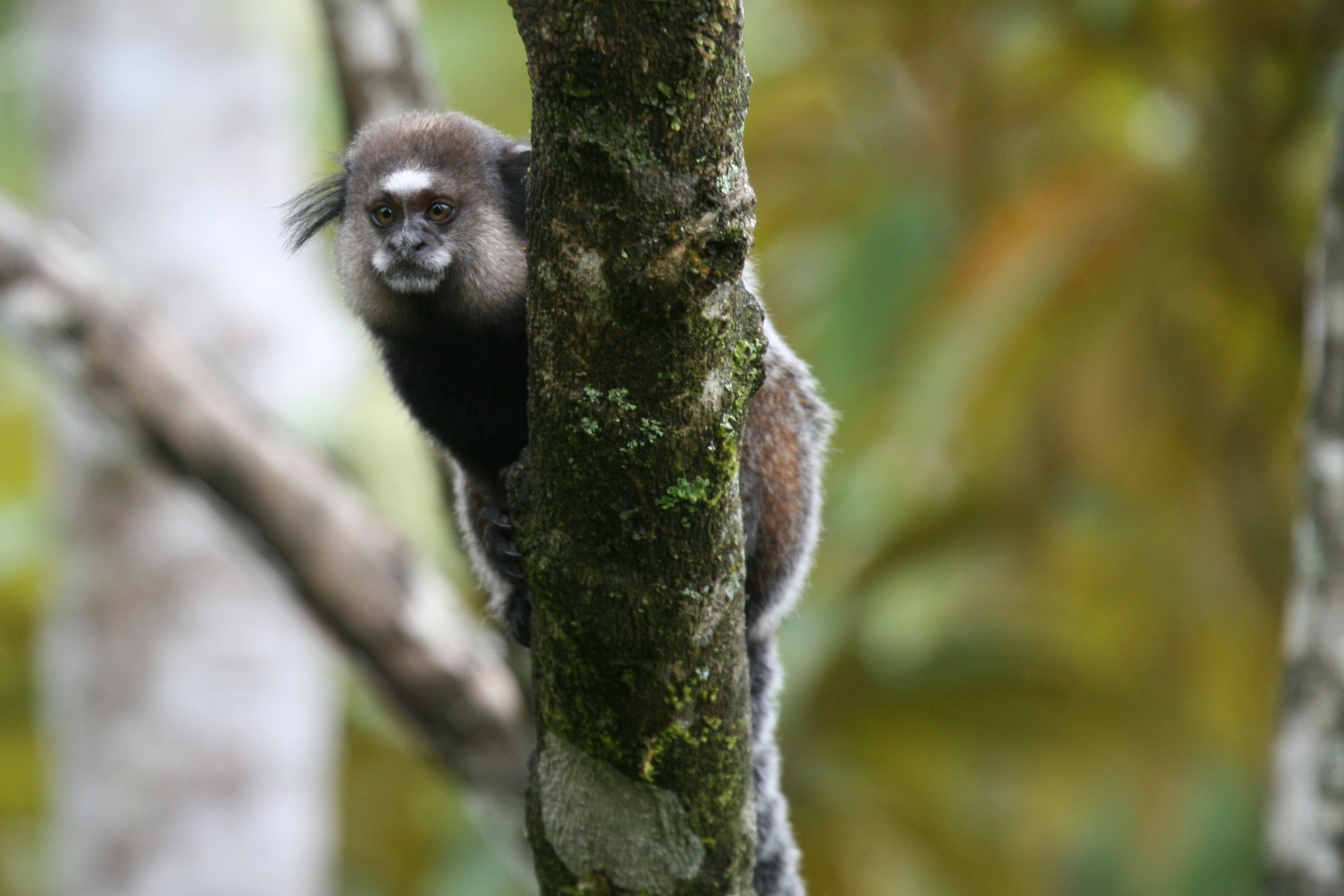
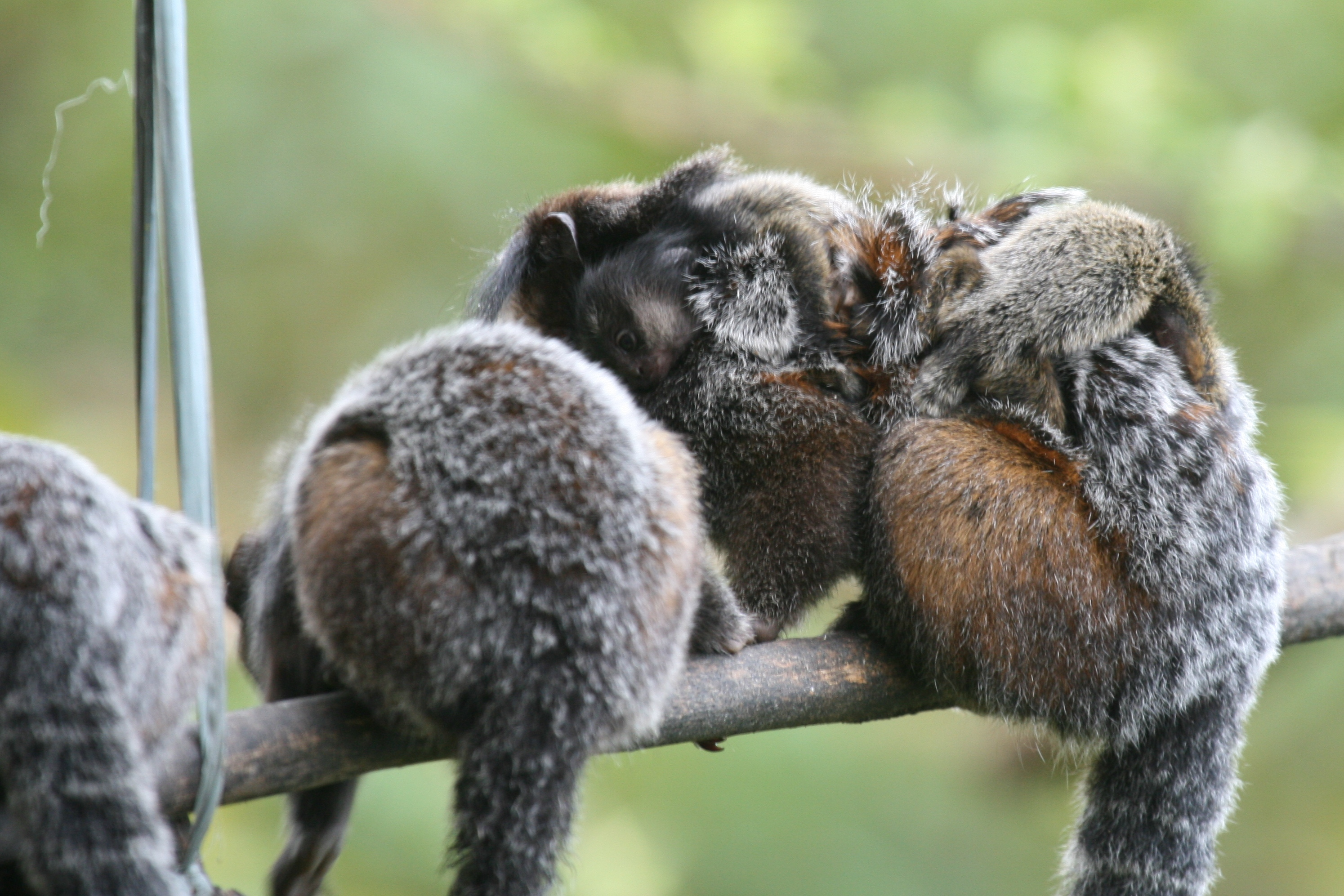
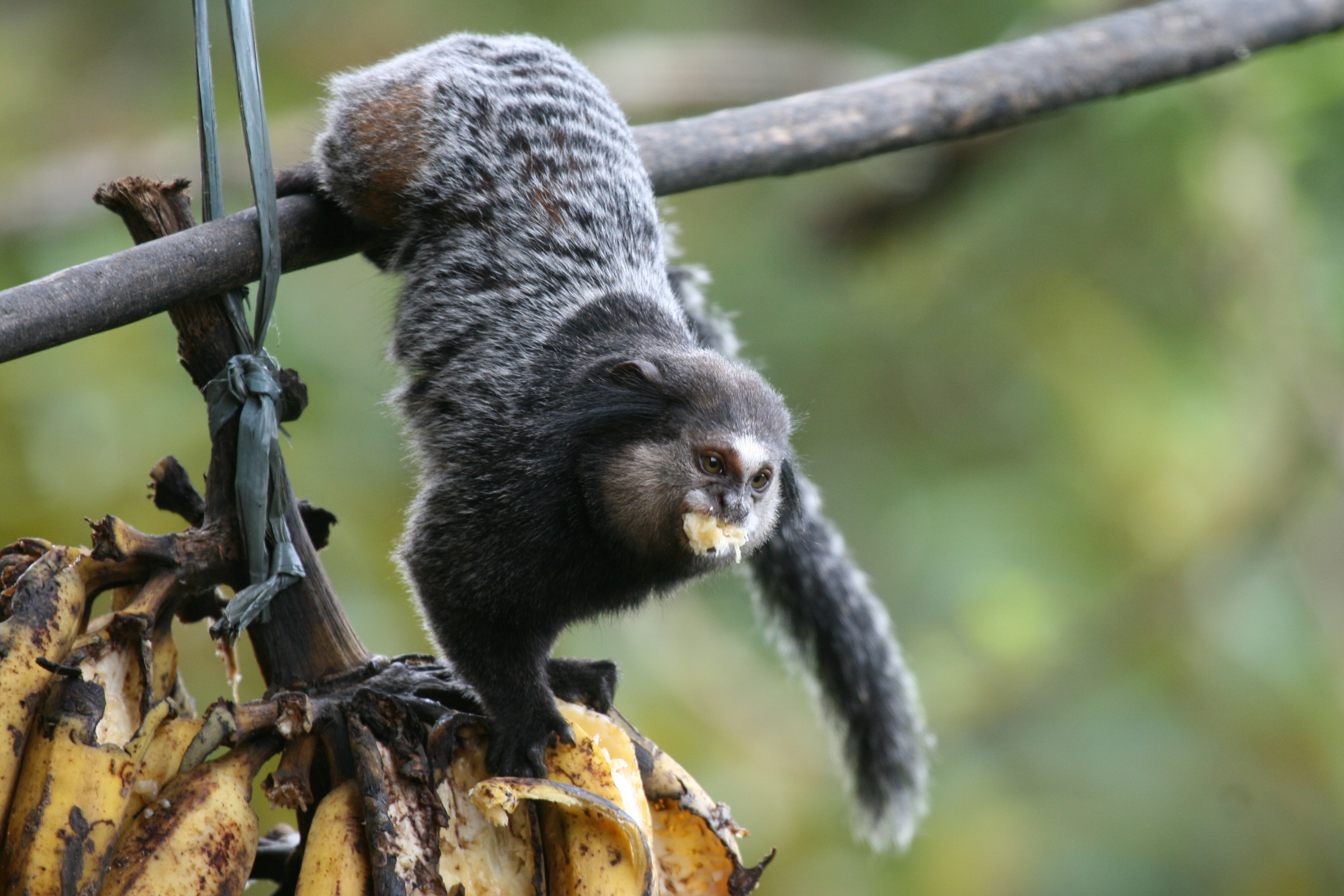